# 皮岛海战 (1637年)
皮岛海战，明朝崇祯十年（清太宗崇德二年，1637年）二月，明清辽东战争中，清军为夺取皮岛（今椵岛，位于朝鲜西朝鲜湾中），解除攻明的后顾之忧，与明军进行的海战。
1637年二月，清朝贝子硕托连同恭顺王孔有德、怀顺王耿仲明、智顺王尚可喜，率军攻打皮岛。明朝总兵沈世魁依险设炮，集合舟师迎战，相持一月有余。清朝武英郡王阿济格奉命率兵一千人增援偷袭。以八旗骑兵、汉军旗佯攻，吸引明军，掩护偷袭。以满洲八旗步兵主攻，渡海偷袭，攻取皮岛西北面山咀。主攻部队登岛成功，佯攻部队发炮助战，伺机登岛。四月初八日，实施进攻，明军腹背受敌，沈世魁被俘杀，将士伤亡万余，经营十五年的皮岛落入清军之手。至此，明军在辽东沿海防线崩溃。